# Willi Portz
Willi Portz (* 19. November 1951 in Hüttersdorf) ist ein deutscher Politiker (SPD).
Portz war beruflich zunächst als technischer Angestellter tätig. Von 1985 bis 2002 leitete er die neu gegründete Freie Kunstschule Saarlouis in Picard. Seit 2002 ist er Geschäftsführer des Adolf-Bender-Zentrums in St. Wendel.
Der SPD trat er 1969 bei. Willy Brandt war ein Vorbild für den jungen Willi Portz. So engagierte sich Portz zunächst im heimatlichen SPD-Ortsverein Nalbach/Körprich, engagierte sich im dortigen Jugendzentrumsverein sowie Aufbau der SPD-Jugendorganisation Jungsozialisten im Raum Körprich/Nalbach. 1975 lernte er seine spätere Frau Gabriele kennen, aus sozialdemokratischer/sozialistischer Familie aus Lebach. Gemeinsames Engagement als Jusos – für demokratischen Sozialismus war beiden wichtig. Heirat im September 1977. Im gleichen Jahr wurde Portz Juso-Unterbezirksvorsitzender des Kreis Saarlouis, gewann Einfluss auf Juso-Bezirksebene Saar als auch besten Kontakt zu Ottmar Schreiner, dem SPD-Bundestagsabgeordneten im Kreis Saarlouis. Der Kampf der Saarländer gegen das Atomkraftwerk Cattenom (1979 bis heute) wurde von Portz maßgeblich koordiniert. In den 1980er Jahren war der Widerstand gegen den „NATO-Doppelbeschluss“, also Stationierung von Marschflugkörpern in Deutschland, Willi Portz und Gabriele Scherer-Portz ein Anliegen. Beide haben unzählige Aktionen zur Verhinderung der Stationierung organisiert, die Bevölkerung zum Protest aufgerufen. All das als inzwischen Juso Vorsitzender im Kreis Saarlouis als auch Mitglied im Juso-Landesvorstand Saar. Dann kam die Landtagswahl 1985, bei der Willi Portz zusammen mit seiner Frau Gabriele Scherer-Portz und vielen anderen Sozialdemokraten im Saarland unglaublich gekämpft haben für eine sozialdemokratische Mehrheit „an der Saar“! Es ist gelungen.
In den Jahren 1985 bis 1999 war Portz Abgeordneter im Landtag des Saarlandes und dort kulturpolitischer Sprecher seiner Fraktion. Portz, der lange Jahre den Vorsitz der SPD-Fraktion im Lebacher Stadtrat innehatte, trat 1998 bei der Wahl zum Lebacher Bürgermeister an, verlor jedoch im zweiten Wahlgang knapp mit 48,8 % der Stimmen gegen den Amtsinhaber Nikolaus Jung (CDU).